# Атамурзаев, Нурсултан
Нурсултан Атамурзаев (род. 15 мая 1991) — киргизский футболист, защитник.

## Биография
С 2012 по 2019 год выступает за ошский «Алай» в высшей лиге Кыргызстана. За это время становился чемпионом (2013, 2015, 2016, 2017), серебряным (2018) и бронзовым призёром чемпионата страны, обладателем (2013) и финалистом (2016, 2017, 2018) Кубка Кыргызстана, обладателем Суперкубка страны. Принимал участие в матчах Кубка АФК. Являясь игроком оборонительного плана, по состоянию на 2019 год забил один гол в чемпионате Кыргызстана, несколько раз отличился в кубковых матчах.